# وادي نيال
وادي نيّال؛ هو أحد أودية شبه الجزيرة العربية، ويقع حالياً ضمن حدود السعودية. يبلغ طول الوادي 150 كم ومتوسط انحداره 1,3 م / كم. ينبع من جبال الغوار وجبال الضاحكية، ويصب في الخنفة. من أهم روافده وادي الخنافرية.